# Labeobarbus gorguari
Labeobarbus gorguari är en fiskart som först beskrevs av Rüppell, 1835.  Labeobarbus gorguari ingår i släktet Labeobarbus och familjen karpfiskar. IUCN kategoriserar arten globalt som sårbar. Inga underarter finns listade i Catalogue of Life.